# 肖爾斯鎮區 (阿肯色州富蘭克林縣)
肖爾斯鎮區（英語：Shores Township）是位於美國阿肯色州富蘭克林縣的一個行政鎮區。

## 地方資料
肖爾斯鎮區的面積為69.40平方千米，當中陸地面積為69.25平方千米，而水域面積為0.15平方千米。根據2010年美國人口普查的數據，當地共有人口9人，而人口密度為每平方千米0.13人。